# Learmont Drysdale
George John Learmont Drysdale, né le 3 octobre 1866 à Édimbourg – mort le 18 juin 1909 dans la même ville, est un compositeur écossais. Il a écrit de la musique pour orchestre, de la musique chorale et des mélodies.